# Benowo (Polen)
Benowo is een plaats in het Poolse district  Kwidzyński, woiwodschap Pommeren. De plaats maakt deel uit van de gemeente Ryjewo en telt 290 inwoners.